# Torsten Wiesel
Pour les articles homonymes, voir Wiesel.
Torsten Wiesel, né le 3 juin 1924 à Uppsala en Suède, est un neurobiologiste suédois. Il reçoit le prix Nobel de médecine en 1981.

## Biographie
Tosten Wiesel fait ses études de médecine au Karolinska Institut en Suède d'où il sort diplômé en 1954. En 1955, il émigre aux États-Unis et travaille avec Stephen Kuffler à l'université Johns-Hopkins à Baltimore. En 1959, il rencontre David Hubel avec qui il travaillera plus de vingt ans à l'université Harvard à Boston. Il y devient professeur de neurobiologie en 1968 puis directeur du département en 1971. En 1983, il part pour l'université Rockefeller à New York, dont il sera le président de 1991 à 1998.
En 1981, il est corécipiendaire du prix Nobel de médecine avec David Hubel pour leurs travaux sur le système visuel humain. Ce prix est également partagé avec Roger Sperry pour des travaux différents.